# یواس‌اس سیتکا (ای‌پی‌ای-۱۱۳)
یواس‌اس سیتکا (ای‌پی‌ای-۱۱۳) (به انگلیسی: USS Sitka (APA-113)) یک کشتی بود که طول آن ۴۹۲ فوت ۶ اینچ (۱۵۰٫۱۱ متر) بود. این کشتی در سال ۱۹۴۴ ساخته شد.